# Cantone di Pertuis
Il Cantone di Pertuis è una divisione amministrativa dell'arrondissement di Apt.
A seguito della riforma complessiva dei cantoni del 2014 è passato da 14 a 15 comuni, acquisendo il comune di Villelaure.

## Composizione
Prima della riforma del 2014 comprendeva i comuni di:
- Ansouis
- La Bastide-des-Jourdans
- La Bastidonne
- Beaumont-de-Pertuis
- Cabrières-d'Aigues
- Grambois
- Mirabeau
- La Motte-d'Aigues
- Pertuis
- Peypin-d'Aigues
- Saint-Martin-de-la-Brasque
- Sannes
- La Tour-d'Aigues
- Vitrolles en Luberon

Dal 2015 comprende i comuni di:
- Ansouis
- La Bastide-des-Jourdans
- La Bastidonne
- Beaumont-de-Pertuis
- Cabrières-d'Aigues
- Grambois
- Mirabeau
- La Motte-d'Aigues
- Pertuis
- Peypin-d'Aigues
- Saint-Martin-de-la-Brasque
- Sannes
- La Tour-d'Aigues
- Villelaure
- Vitrolles-en-Luberon